# Saint-Denis-en-Val
Saint-Denis-en-Val är en kommun i departementet Loiret i regionen Centre-Val de Loire strax norr Frankrikes mitt. Kommunen ligger i kantonen Saint-Jean-le-Blanc som tillhör arrondissementet Orléans. År 2022 hade Saint-Denis-en-Val 7 768 invånare.

## Befolkningsutveckling
Antalet invånare i kommunen Saint-Denis-en-Val
| Referens: INSEE |